# ハネムーン・キラーズ
『ハネムーン・キラーズ』(The Honeymoon Killers) は、1970年に製作されたレナード・カッスル監督・脚本のカルト映画である。

## 概要
1940年代に実際に起こった連続殺人事件をベースに、ドキュメンタリー調のフィルム・ノワールに仕上がっている本作 。オペラ作曲家という異色の経歴を持つレナード・カッスルが初監督を務めている。製作当初は、当時まだ若手映画監督だったマーティン・スコセッシが企画をすすめていた。1970年にアメリカ合衆国で公開され、徐々に人気が広まっていき30年経った2000年に日本でもようやく日の目を見た。2001年にはDVDとして発売もされ、数多くの映画ファンたちから賞賛を得ている。現在ではカルト映画として紹介されることが多いが、フランソワ・トリュフォーが『最も愛するアメリカ映画』とまで評した。『ディア・ハンター』のシャーリー・ストーラーと、『フレンチ・コネクション』のトニー・ロビアンコが実在したカップルのマーサとレイを演じている。今作以降、監督のレナード・カッスルは映画を撮っていない。

## あらすじ
看護婦長であるマーサ・ベック（シャーリー・ストーラー）は恋人もおらず、母親と二人で質素に暮らしていた。そんなある日、マーサに見かねた友人は彼女に文通クラブへの入会を勧める。はじめは乗り気でなかったマーサだが、そんな彼女の元へ一通の手紙が届く。それはニューヨークに住むスペイン系移民のレイ・フェルナンデス（トニー・ロビアンコ）だった。自分にラブ・レターを送った相手に恋心を抱いたマーサはいざニューヨークへ。ようやくレイと対面するマーサだったが、そんなマーサにレイは自分が結婚詐欺師であることを告白する。そのことに多少のショックを覚えるマーサだったが、そんなレイについていくことを決意。母親との生活を捨て、マーサは“共犯者”としてレイの結婚詐欺に手を染めていき、やがてそれはエスカレートして殺人まで犯していく…。

## スタッフ・キャスト

### キャスト
- マーサ・ベック：シャーリー・ストーラー Shirley Stoler
- レイ・フェルナンデス：トニー・ロビアンコ Tony Lo Bianco
- マーサの母：ドーサ・ダックワース Dortha Duckworth
- バニー：ドリス・ロバーツ Doris Roberts
- マートル・ヤング：マリリン・クリス Marilyn Chris

### スタッフ
- 監督：レナード・カッスル
- 脚本：レナード・カッスル
- 製作：ウォーレン・スタイベル
- 音楽：グスタフ・マーラー
- 撮影：オリヴァー・ウッド
- 編集：スタンリー・ヴァーノウ、リチャード・ブロフィ